# Columbia Gorge AVA
Columbia Gorge AVA (anerkannt seit dem 10. Mai 2004) ist ein Weinbaugebiet in den US-Bundesstaaten Oregon und Washington. Das Gebiet erstreckt sich auf die Verwaltungsgebiete Hood River County und Wasco County (beide in  Oregon) sowie Skamania und Klickitat in Washington.
Aufgrund einer Fülle von verschiedenen Mikroklimata und verschiedensten Böden in der Columbia River Gorge ergeben sich innerhalb kürzester Distanzen immer wieder neue Anbaubedingungen, die häufig unter dem Namen Terroir zusammengefasst werden. Die Weinbauregion wird daher häufig mit dem Slogan „world of wine in 40 miles“ beworben.

## Geografie
Das Weinbaugebiet erstreckt sich von Hood River und White Salmon im Westen bis nach Biggs Junction und Goldendale im Osten. Neben dem Tal des Columbia River zählen Teile der Nebentäler des Hood River und des Deschutes River auf dem Gebiet von Oregon, und des  Klickitat River sowie des  Little Klickitat River auf dem Territorium von Washington ebenfalls zur geschützten Herkunftsbezeichnung.
Die Region liegt östlich der Vulkane Mount Hood und Mount Adams und damit im Lee der Kaskadenkette, die das Gebiet vor zu viel Niederschlag schützt. Die Niederschlagsmenge ist trotz hoher Werte signifikant geringer als im weiter westlich gelegenen Portland. Die jährliche Niederschlagsmenge variiert dabei von hohen 910 mm im Westen des Weinbaugebiets bis geringen 250 mm im Osten. Die klimatische Vielfalt erlaubt es den Winzern, eine breite Palette von Rebsorten anzubauen.